# 斜卯阿里
斜卯阿里（1081—1158），金朝初年将领，女真斜卯氏。父亲斜卯浑坦。
1097年，十七岁随伯父胡麻谷讨伐诈都，捕获其弟沙里只。随父攻打高丽，有功。率兵援救孛堇忽沙里城，击败辽军数万人，解围。苏州、宿州叛乱，众至十万，围困女真族人在太尉胡沙家。他受命援救，内外夹击，在辟离密罕水上破敌。十余次战斗，屡屡得胜。在海上击败奚、契丹水师千艘，平定海州、苏州、宿州、婆速路。攻下显州，屯守高州，以八谋克兵援救胡里特寨，击败契丹兵数万。
后来攻打宋朝，在孟阳、保州、中山府击败北宋军队。和完颜娄室乘风纵火，克真定府，围攻开封府，攻克赵州。1128年，攻打宋朝，取阳谷、莘县、海州。1129年，追击宋高宗到明州，和蒲卢浑以精兵四千攻破东关。渡曹娥江，在高桥镇击败宋兵，迫宋高宗逃到海上。后来和完颜宗辅攻打陕西，攻取渭州。1134年，监水运，击败宋朝水军。奉命督造战船来攻打南宋。后来任迭里部节度使，历任顺义军、泰宁军，归德府尹、济南府尹。1149年，致仕，加特进，封韩国公。七十八岁病卒，谥号智敏。

## 传記資料
- 《金史》列传第十八